# Clinocentrus
Clinocentrus är ett släkte av steklar som beskrevs av Alexander Henry Haliday 1833. Clinocentrus ingår i familjen bracksteklar.

## Dottertaxa tillClinocentrus, i alfabetisk ordning[1][2]
- Clinocentrus aeternus
- Clinocentrus antefurcalis
- Clinocentrus arcticus
- Clinocentrus baishanzuensis
- Clinocentrus brevicalcar
- Clinocentrus caucasicus
- Clinocentrus caudatus
- Clinocentrus cephalus
- Clinocentrus compositus
- Clinocentrus cornalus
- Clinocentrus cunctator
- Clinocentrus debilis
- Clinocentrus excubitor
- Clinocentrus exsertor
- Clinocentrus flaviventris
- Clinocentrus foveatus
- Clinocentrus fumiferanae
- Clinocentrus hubeiensis
- Clinocentrus hungaricus
- Clinocentrus kalmyk
- Clinocentrus kozlovi
- Clinocentrus latipennis
- Clinocentrus latitator
- Clinocentrus longitarsis
- Clinocentrus mellipes
- Clinocentrus microps
- Clinocentrus nigricans
- Clinocentrus nigripectus
- Clinocentrus orientalis
- Clinocentrus pallidistigmus
- Clinocentrus politus
- Clinocentrus rhysipoloides
- Clinocentrus robustus
- Clinocentrus rottensis
- Clinocentrus rugifrons
- Clinocentrus seminiger
- Clinocentrus striolatus
- Clinocentrus testaceus
- Clinocentrus umbratilis
- Clinocentrus vestigator
- Clinocentrus xinjiangensis
- Clinocentrus zebripes